# 玄作戦
玄作戦（げんさくせん）とは、太平洋戦争において日本海軍が実施した回天による特攻作戦である。

## 概要
特攻兵器回天の開発が進み整備されつつある状況下で軍令部と連合艦隊が回天で泊地を攻撃し敵艦隊を撃沈する捨て身の特攻作戦。軍令部作戦課潜水艦部員藤森康男中佐が担当していた

## 経緯

### 準備
雄作戦、あ号作戦で竜巻作戦が実現せず、回天の整備によって玄作戦につながった。はじめマーシャル泊地を第一目標として軍令部藤森康男中佐のもと連合艦隊を強く指導し計画された。
1944年9月12日、研究会において以下が報告された。
- 兵力は大型潜水艦6隻と予備2隻（回天の準備ができれば予備も使用）とする
- 潜水艦1隻に回天4機（可能なら5機）搭載する
- 要員は9月末までに32機分用意する
- 時期は月明期の10月28日から11月4、5日とする
- 目標は局地奇襲とし、メジュロ、クェゼリン、ブラウンに停泊中の空母とする
- 作戦要領は、潜水艦は内海からマーシャルまで20日間で進撃して回天を環礁外5里から発射する。敵泊地偵察はウェーク島経由で彩雲6機とし、4機は事前偵察、2機は戦果確認に使用する
- 予想戦果は空母5隻
- 問題は回天の防水対策

1944年9月27日、藤森中佐は中沢祐軍令部第一部部長へ回天と訓練の状況、目標をブラウン・マーシャル2隻、アドミラルティー2隻、マリアナ・パラオ2隻とすること、決行を11月3日とすることを報告した。また藤森は回天の性能について、命中確度75％程度であること、兵器性能から価値が極めて高いこと、技術的な問題から水漬実験がまだ検討中であること、冷走の原因除去に努力がはらわれていること、回天搭乗員が回転に搭乗する際に浮上が必要で敵に発見される可能性もあると報告する。
1944年10月に玄作戦と名付けられた。しかし玄作戦は整備準備が予定通りいかなかった。

### 作戦決行

#### 第一次玄作戦
第一次玄作戦は回天の訓練、技術的準備が完了したとき、偶然内海西部で実行することになり、潜水艦3隻（伊36、伊37、伊47）に各艦4機計12機の回天を搭載して決行された。目標はウルシーに潜水艦2隻（伊36、伊47）、コッソル水道に1隻（伊37）が向けられた。予定の月明期はやめて、隠密行動重視から月のない夜に行動して、早朝に攻撃する計画になった。豊田副武連合艦隊長官は11月5日に回天攻撃を下令。11月8日回天菊水隊が大津島から出撃、19日に現地に到着した。
当時ウルシー泊地にはレイテ島沖から帰還した第38.3任務群の空母4隻（タイコンデロガ、エセックス、ラングレー、サン・ジャシント）、戦艦2隻（ワシントン、ノースカロライナ）が停泊していた。
20日午前3時28分から42分にかけて伊号47潜水艦より佐藤章少尉、渡辺幸三少尉、仁科関夫中尉（回天の発案及び開発担当者）、福田斉中尉の搭乗する回天4基が発進。続いて伊号36潜水艦からも回天4基が発進しようとするが故障により4基中3基が発進できず午前4時54分に今西太一少尉の搭乗する回天1基が発進した。
結果は二基が座礁し爆発、一基が泊地外に出ようとしていた重巡洋艦ペンサコーラを追尾するものの駆逐艦ケースの体当たりにより沈没、残る二基が泊地進入に成功し、1基が米タンカー「ミシシネワ」へ命中し轟沈させた。もう一基は軽巡洋艦モービルに突入するも至近弾で沈没したところを護衛駆逐艦ラールの爆雷攻撃により破壊された。
コッソルに向かった伊号37潜水艦は未帰還で消息不明となったが、戦後前日19日に敵駆逐艦に撃沈されていたことがわかった。
軍令部、連合艦隊の関心は戦果確認で11月16日と11月20日の偵察を予定したが、両日ともに偵察ができず、23日に偵察を行い戦果確認はできなかった。当日ウルシーで空襲警報、作戦緊急電があり成功と思われた。このためウルシーで空母2隻、戦艦2隻、コッソル水道で空母1隻を撃沈したと戦果を過大判定した。

#### 第二次玄作戦
1945年初頭、第二次玄作戦が開始された。金剛隊が編成され、ウルシー、コッソル、グアム、ホランジア、アドミラルティ各地へ向けて回天攻撃を実行した。
戦果はウルシーで歩兵揚陸艇LCI-600撃沈、弾薬輸送艦マザマ大破。コッソルで戦車揚陸艦LST225小破。ホランジアで輸送艦ポンタス・ロス小破。